# SC-04F
ドコモ スマートフォン GALAXY S5 SC-04F（ドコモ スマートフォン ギャラクシー エスファイブ エスシーゼロヨンエフ）は、韓国のサムスン電子によって開発された、NTTドコモの第3.9世代移動通信システム（Xi）と第3世代移動通信システム（FOMA）のデュアルモード端末である。ドコモ スマートフォン（第2期）のひとつ。製品番号はSM-G900D。

## 概要
SC-04Eの後継機種で、グローバルモデルであるGALAXY S5の日本国内ローカライズモデルとなる。
ドコモ向けのGALAXYブランドのスマートフォンでは初となる防水（IPX5/7）・防塵（IP6X）対応機種である。
基本的な性能は先にau向けに発表されたSCL23とほぼ同等だが、こちらはモバキャスの受信機能とVoLTEが追加されており、さらにピンク系のカラーバリエーションにおいてグローバルモデル及びau版の「Champagne Pink」と異なり、ドコモオリジナルカラーとして「Sweet PINK」が用意されている。
「Shimmery WHITE」・「Charcoal BLACK」・「Sweet PINK」の他にもオプションとしてアイ・オー・データ機器扱いで用意されているリアカバーを使用すれば国内モデルでは用意されていないelectric BLUEにすることもできる。
なお、フルセグ放送の受信には対応していない。
キャッチコピーは「そろそろ、次の世界へ。」。

## 搭載アプリ
PC連携アプリ
- Samsung Kies 3

Google標準アプリ
- Chrome
- Gmail
- Google
- Google+
- Google設定
- Playゲーム
- Playストア
- Playブックス
- Playムービー
- YouTube
- ハングアウト
- 写真
- マップ
- 音声検索

メーカー提供アプリ
- ChatON
- Dropbox
- Eメール
- Flipboard
- POLARIS Office Viewer
- S Health
- Samsung Apps
- Smart Remote
- SMS
- Sプランナー
- Sボイス
- おサイフケータイ
- カメラ
- ギャラリー
- ダイヤル
- ビデオ
- ブラウザ
- ボイスレコーダー
- マイファイル
- メモ
- ワンセグ
- 音楽
- 辞典
- 設定
- 電卓
- 時計
- 取扱説明書
- 防災生活インフォ
- 連絡先

## 主な機能
| 主な対応サービス                                | 主な対応サービス                         | 主な対応サービス                     | 主な対応サービス                                                  |
| ----------------------------------------------- | ---------------------------------------- | ------------------------------------ | ----------------------------------------------------------------- |
| タッチパネル/加速度センサー                     | Xi/FOMAハイスピード/VoLTE                | Bluetooth                            | DCMX/おサイフケータイ/NFC/かざしてリンク/トルカ                   |
| ワンセグ/フルセグ/モバキャス                    | メロディコール                           | テザリング                           | WiFi IEEE802.11a/b/g/n/ac                                         |
| GPS                                             | ドコモメール/電話帳バックアップ          | デコメール/デコメ絵文字/デコメアニメ | iチャネル                                                         |
| エリアメール/ソフトウェアーアップデート自動更新 | デジタルオーディオプレーヤー(WMA・MP3他) | GSM/3Gローミング(WORLD WING)         | フルブラウザ/Flash Player                                         |
| Google Play/dメニュー/dマーケット               | Gmail/Google Talk/YouTube/Picasa         | バーコードリーダ/名刺リーダ          | ドコモ地図ナビ/ドコモ ドライブネット/Google Maps/ストリートビュー |

## 歴史
- 2014年2月25日（現地時間） - スペイン・バルセロナの携帯電話展示会「Mobile World Congress 2014」にてサムスン電子よりグローバルモデル発表。ただし、この時点では日本国内での販売は未定だった[2]。
- 2014年5月14日 - NTTドコモより発表・事前予約開始。
- 2014年5月15日 - 発売開始。
- 2014年6月24日 - ソフトウェア更新によりVoLTEに対応[3]。

## アップデート・不具合など
2014年5月29日のアップデート
- 携帯電話（本体）の画面をOFF／ON後、まれに一部アプリが正しく起動できない場合がある不具合を修正する。
- ビルド番号がKOT49H.SC04FOMU1ANC0からKOT49H.SC04FOMU1ANE3になる。

2014年6月24日のアップデート（機能バージョンアップ）
- 「VoLTE（ボルテ）」に対応。本端末を利用して、VoLTEを利用可能となる。
- ビルド番号がKOT49H.SC04FOMU1ANE3からKOT49H.SC04FOMU1VNF8になる。

2014年10月15日のアップデート ※ソフトウェア更新の対象は、2014年6月24日より提供している機能バージョンアップを実施された携帯電話となるため、事前に機能バージョンアップの実施が必要。
- ビデオコール時、自端末に表示される相手画像が正常に表示されない場合がある不具合を修正する。
- ビルド番号がKOT49H.SC04FOMU1ANC0、KOT49H.SC04FOMU1ANE3からKOT49H.SC04FOMU1VNJ1になる。

2015年1月6日のアップデート
- 通話中、相手の声に雑音が混入する場合がある不具合を修正する。
- ビルド番号がKOT49H.SC04FOMU1ANC0、KOT49H.SC04FOMU1ANE3、KOT49H.SC04FOMU1VNF9、KOT49H.SC04FOMU1VNJ1からKOT49H.SC04FOMU1VNL5になる。

2015年6月4日のアップデート
- Android 5.0 Lollipop への OS バージョンアップ
- 画面デザインや操作感の刷新
- ロック画面への通知表示
- VoLTE通話中、まれに相手の声が途切れて聞こえる場合がある不具合の修正
- ビルド番号がLRX21T.SC04FOMU1WOEAになる